# Karl Wulzinger
Karl Friedrich Paul Wulzinger (Wurtzburgo, 29 de junho de 1886 – Karlsruhe, 26 de maio de 1949) foi um arquiteto e historiador alemão. 
Karl Wulzinger frequentou o Maximiliansgymnasium München e o ginásio real de Munique, e estudou arquitetura de 1905 a 1909 na Universidade Técnica de Munique. Trabalhou sob a direção de Friedrich von Thiersch na ampliação da Universidade Técnica de Munique. Em 1913 obteve um doutorado na Universidade Técnica de Dresden, orientado por Cornelius Gurlitt, com a tese Drei Bektaschi-Klöster Phrygiens. De 1912 a 1914 trabalhou como arquiteto de escavações históricas em Mileto, sob a coordenação do arqueólogo Theodor Wiegand.
Após a habilitação em 1914 e foi desde 1920 professor ordinário de arte e história das construções da Technische Hochschule Karlsruhe, onde foi reitor em 1928/1929. Em 1937 foi membro do Partido Nacional Socialista dos Trabalhadores Alemães (NSDAP), sendo por isto em 1945 suspendido e em 1946 novamente contratado. Seu sucessor em 1950 foi seu antigo assistente Arnold Tschira.

## Publicações
- com Walter Bachmann, Carl Watzinger e Theodor Wiegand: Petra (= Wissenschaftliche Veröffentlichungen des deutsch-türkischen Denkmalschutz-Kommandos. Caderno 3), de Gruyter, Berlim/Leipzig 1921.
- com Carl Watzinger: Damaskus. Die antike Stadt (= Wissenschaftliche Veröffentlichungen des deutsch-türkischen Denkmalschutz-Kommandos. Heft 4). de Gruyter,  Berlim/Leipzig 1921.
- com Carl Watzinger: Damaskus. Die islamische Stadt von Karl Wulzinger und Carl Watzinger. (= Wissenschaftliche Veröffentlichungen des deutsch-türkischen Denkmalschutz-Kommandos. Caderno 5). de Gruyter, Berlim/Leipzig 1924.
- com Alexander Raymund: Alttürkische Keramik in Kleinasien und Konstantinopel. Bruckmann, Munique 1922.
- Byzantinische Baudenkmäler zu Konstantinopel, auf der Seraispitze, die Nea, das Tekfur-Serai und das Zisternenproblem. Hannover 1925.
- Baugeschichte in Lehre und Forschung. Festrede gehalten anlässlich des Rektoratswechsels am 1. Dezember 1928. Karlsruhe 1929.
- Die Apostelkirche und die Mehmedije zu Konstantinopel. In: Byzantion Volume 7, 1932, p. 7–39.
- com Paul Wittek, Friedrich Sarre: Das islamische Milet (= Milet. Ergebnisse der Ausgrabungen und Untersuchungen seit dem Jahre 1899 Volume III, Caderno 4). de Gruyter, Berlim 1935.